# SIGKILL
SIGKILL bezeichnet auf POSIX-kompatiblen Plattformen ein Signal zum sofortigen Beenden von Programmprozessen. Die Konstante zu SIGKILL ist in der Header-Datei signal.h üblicherweise mit dem Wert 9 definiert. Symbolische Signal-Bezeichnungen werden verwendet, da sich die Signalnummern plattformabhängig unterscheiden können.

## Etymologie
SIG wird gewöhnlich als Vorsilbe für Signale verwendet, während KILL der englische Ausdruck für Töten ist und damit die sofortige Beendigung des Prozesses verdeutlichen soll.

## Verwendung
SIGKILL leitet die sofortige Terminierung eines Prozesses ein. Der Prozess kann jedoch nicht darauf reagieren, sondern wird ohne die Möglichkeit, z. B. Daten aus dem Speicher zu sichern, beendet.
Signale werden mit der  C-Funktion kill an einen  Prozess, einen  Thread oder eine Prozessgruppe geschickt.
SIGKILL wird durch die Befehle kill oder killall mit dem Parameter -9 oder -kill an Prozesse gesendet.